# Žakarovce
Žakarovce (deutsch Sokelsdorf, ungarisch Zakárfalva – bis 1902 Zakárfalu – bis 1892 Zsakaróc) ist eine Gemeinde in der Ostslowakei.

## Lage
Sie liegt in den Hnilecké vrchy, einem nordöstlichen Teil des Slowakischen Erzgebirges im Göllnitztal, 5 km von der Stadt Gelnica entfernt.

## Geschichte
Der Ort wurde 1368 erstmals als Villa Zakery erwähnt.
Im Ort gibt es eine römisch-katholische Kirche aus dem Jahr 1812.

## Bevölkerung
| Jahr                | 1994 | 2004    | 2014    | 2024     |
| ------------------- | ---- | ------- | ------- | -------- |
| Anzahl der Personen | 766  | 761     | 758     | 676      |
| Unterschied         |      | −0,65 % | −0,39 % | −10,81 % |

| Jahr                | 2023 | 2024    |
| ------------------- | ---- | ------- |
| Anzahl der Personen | 681  | 676     |
| Unterschied         |      | −0,73 % |